# Meurtre illégal
En droit anglais, un meurtre illégal (« unlawful killing ») est la conclusion sur laquelle s'accordent des enquêteurs de l'Angleterre et pays de Galles lorsqu'une personne, au moins, a perdu la vie du fait d'autrui et en raison d'une désobéissance aux lois et le plus souvent aux lois pénales. Cette conclusion englobe donc l'assassinat, l'homicide, l'infanticide et la mort causée par conduite dangereuse (en) (une infraction statutaire en droit anglais). C'est régulièrement la première conclusion à laquelle parvient une enquête policière lancée pour accumuler des preuves sur l'identification, l'accusation et la poursuite du ou des coupables.
L'enquête ne doit pas identifier une personne comme responsable. La charge de la preuve appropriée exige que le meurtre illégal soit au-delà du doute raisonnable, ce qui survient quand la preuve est si évidente que la mort en est la conséquence, qu'il ne sert à rien de rechercher une autre cause. Si cette exigence n'est pas atteinte, alors un verdict de mort accidentelle ou mort par mésaventure devrait être également envisagé parmi les causes probables.